# Masabhanchinhal, Yelbarga
Masabhanchinhal là một làng thuộc tehsil Yelbarga, huyện Koppal, bang Karnataka, Ấn Độ.